# 가마우지
가마우지(Japanese cormorant or Temminck's cormorant)는 가마우지과의 물새로 텃새이다.
몸길이 약 84cm. 피부는 황색, 몸은 전체적으로 광택이 있는 검은색을 띠고 목의 전면은 흰색이며 부리가 길고 발에는 물갈퀴가 있다. 부리 주위에는 털이 없는 부분이 있으며, 홍채는 녹색이다. 주식은 물고기로, 사냥할 때에는 자맥질을 하여 먹이를 먹는다. 깃털은 광택이 나며, 잘 방수가 되지 않아 때때로 절벽에서 몸을 말린다. 항만 또는 해식 절벽 사이에 바닷말을 이용하여 둥지를 틀고 산다. 대부분이 무리를 지어 떼로 다니며, 산란기는 5월 하순부터 7월 중순까지로 알은 연청색이다. 한국과 일본, 중국, 사할린섬, 북태평양의 섬과 제도에 넓게 서식한다.
중국이나 일본 등 아시아에서는 어부들이 바다가마우지를 길들여, 물고기를 삼키지 못할 정도로 목을 밧줄로 묶은 다음 바다가마우지를 풀어, 잡아온 물고기를 거두어들이는 방식으로 어업에 사용하기도 한다.